# 1299 w polityce

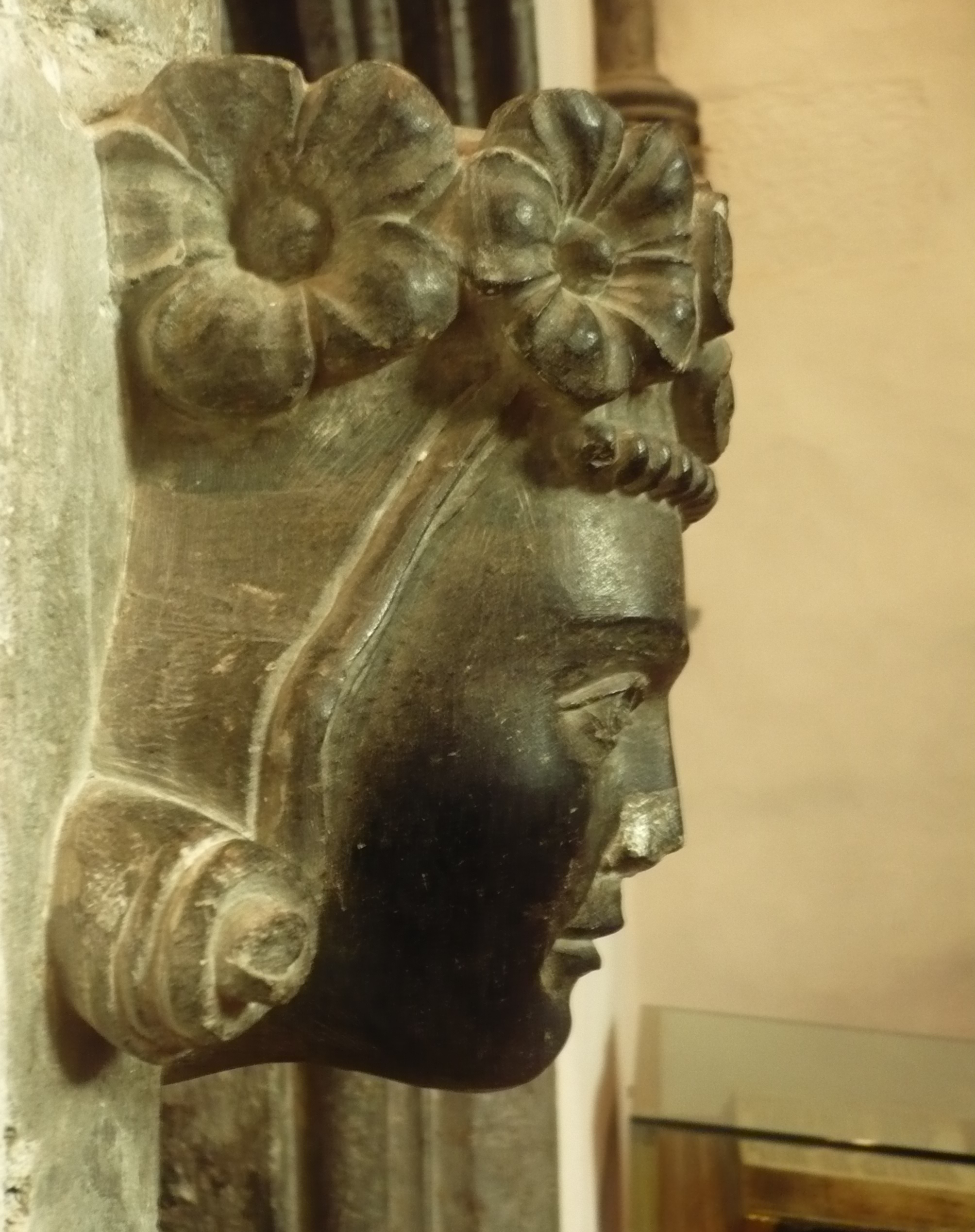
Haakon V Długonogi

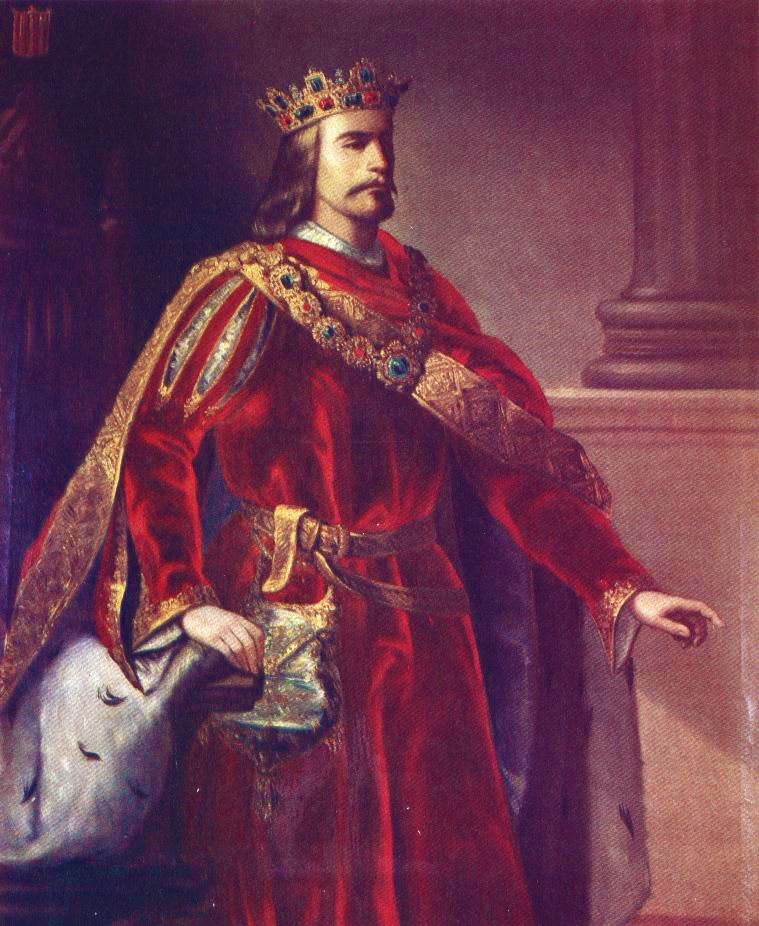
Alfons IV Łagodny

Wydarzenia polityczne w 1299 roku.

## Wydarzenia
- Haakon V Długonogi zostaje królem Norwegii[1].
- Osman I, władca Turków seldżuckich, przyjął tytuł sułtana[2].

## Urodzili się
- Alfons IV Łagodny, król Aragonii[3][4].
- Wilhelm I, książę Jülich[5].

## Zmarli
- 17 maja Dowmunt z Nalszczan, władca Pskowa[6].
- 15 lipca Eryk II Wróg Księży[7], król Norwegii[8], ojciec Małgorzaty, królowej Szkocji[9].
- (lub 1300) Nogaj, wódz Mongołów[10].